# Erdwerk von Müsleringen

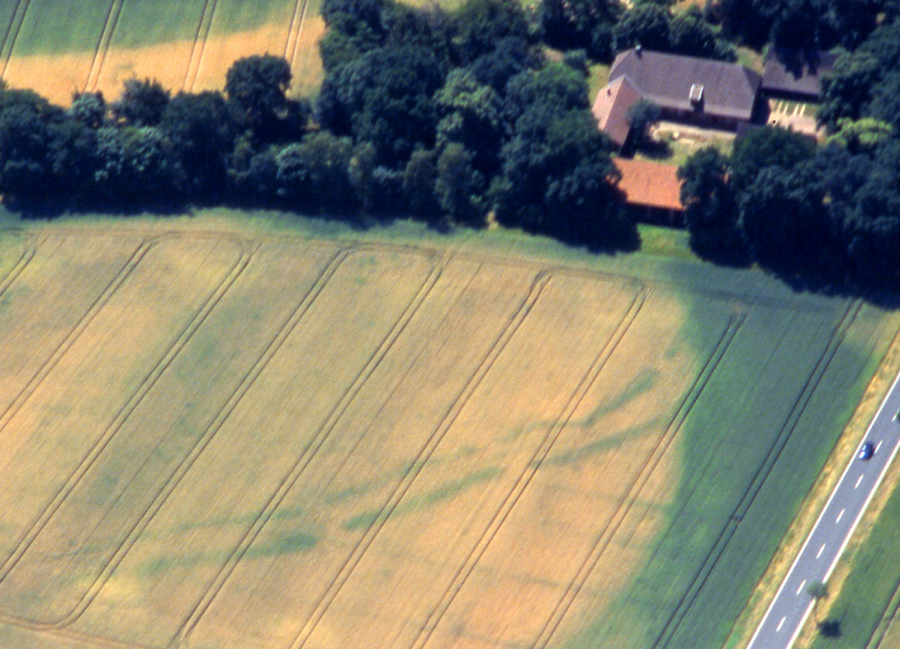
Luftbild mit dem verfüllten Doppelgraben des Erdwerks, erkennbar als dunkelgrüne Bewuchsmerkmale im Getreidefeld, 2008

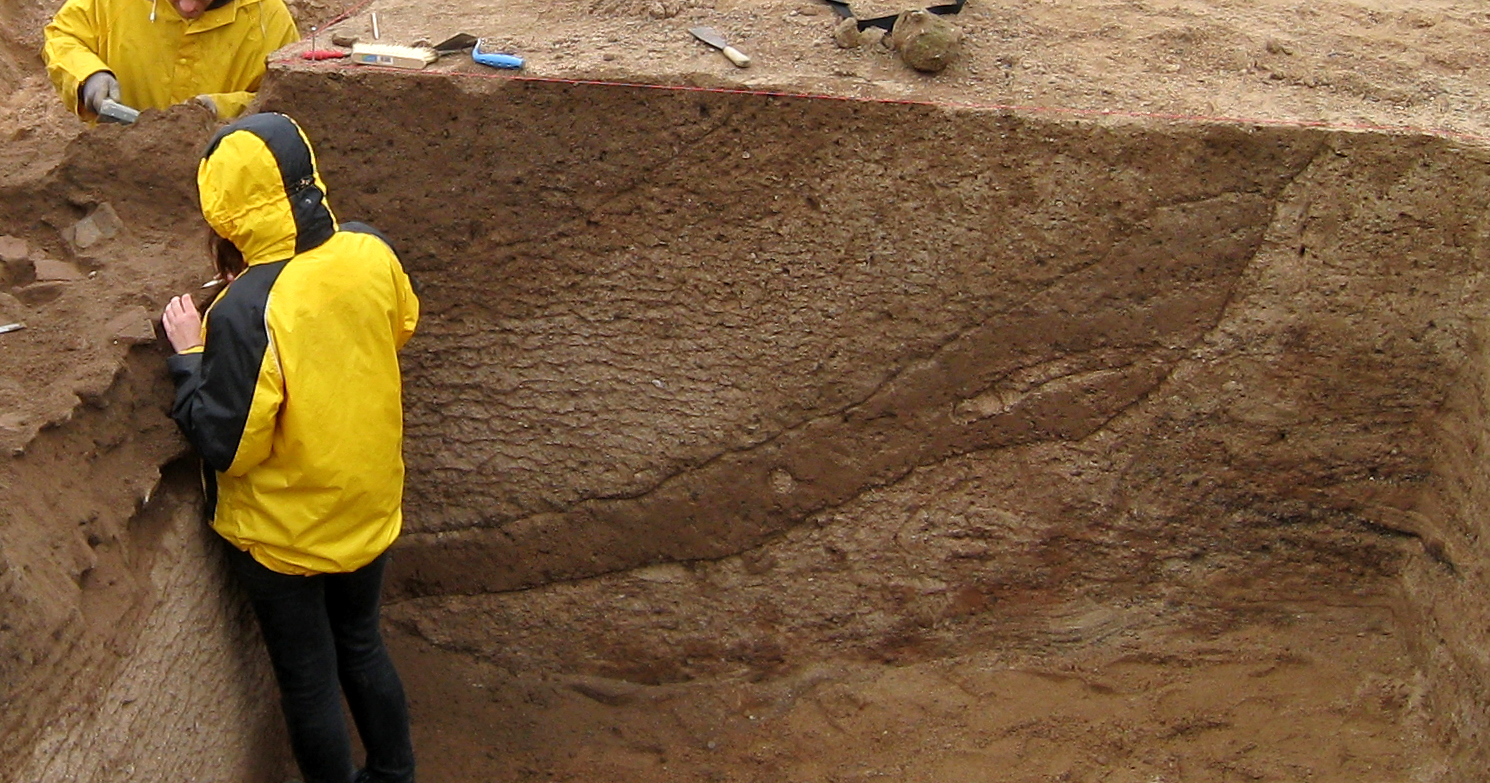
Der mit Erdreich verfüllte Erdwerksgraben, bei einer Ausgrabung halb angeschnitten, 2013

Das Erdwerk von Müsleringen ist ein neolithisches Erdwerk nahe dem Stolzenauer Ortsteil Müsleringen in Niedersachsen. Das etwa vier Hektar große Erdwerk besteht aus einer halbkreisförmigen, doppelten Grabenanlage mit mehreren Durchlässen (Erdbrücken) und wird anhand von Fundstücken in das 5. Jahrtausend v. Chr. datiert. Die Anlage wurde im Jahre 2008 bei einem archäologischen Luftbildflug entdeckt und wird seither mit geomagnetischen Prospektionsmaßnahmen sowie Ausgrabungen näher untersucht.

## Lage
Das Erdwerk liegt auf einem um etwa fünf Meter gegenüber dem Umland erhöhten Geländesporn im Bereich einer langgestreckten und hochwassersicheren Niederterrasseninsel auf 36 Meter über NN. Sie befindet sich zwischen zwei ehemaligen Flussläufen der Weser, die heute in etwa 1,5 km Entfernung östlich verläuft, wo sie einen großen Mäander ausbildet. Die Reste des Erdwerks befinden sich auf einer landwirtschaftlich genutzten Fläche östlich der Bundesstraße B 215 nahe einem Bauernhof. Unmittelbar östlich des Fundgebietes fließt etwa in Nord-Süd-Richtung der Bruchgraben, der die Landesgrenze zwischen Niedersachsen und Nordrhein-Westfalen darstellt.

## Frühere Funde
Das nähere Umfeld des Erdwerks ist bereits seit den 1970er Jahren als archäologisches Fundgebiet bekannt. Auf einem angrenzenden Feld stellte ein Landwirt 1974 im Getreide auffällige Bewuchsunterschiede fest, die er der Denkmalpflege meldete. Das Institut für Denkmalpflege im Niedersächsischen Landesverwaltungsamt kartierte im Jahre 1975 dort 23 höher gewachsene Stellen, von denen es fünf archäologisch untersuchte. Dabei wurden fünf etwa 4 × 4 Meter große Grubenhäuser ausgegraben. Zwei waren der römischen Kaiserzeit und drei dem Frühmittelalter zuzurechnen. Weitere Funde waren Handmühlen und Spuren von Verhüttungsprozessen, ein Dorn aus Bronze und Keramik aus der Völkerwanderungszeit. Die Funde ließen auf eine bäuerliche Siedlung während des frühen Mittelalters schließen.
Weitere archäologische Funde gab es Ende der 1970er Jahre bei Feldbegehungen zwischen Müsleringen und Stolzenau. Dort fand sich auf Äckern ein Schleier von vorgeschichtlichen Scherben, die zeitlich nicht näher eingeordnet werden konnten.

## Entdeckung

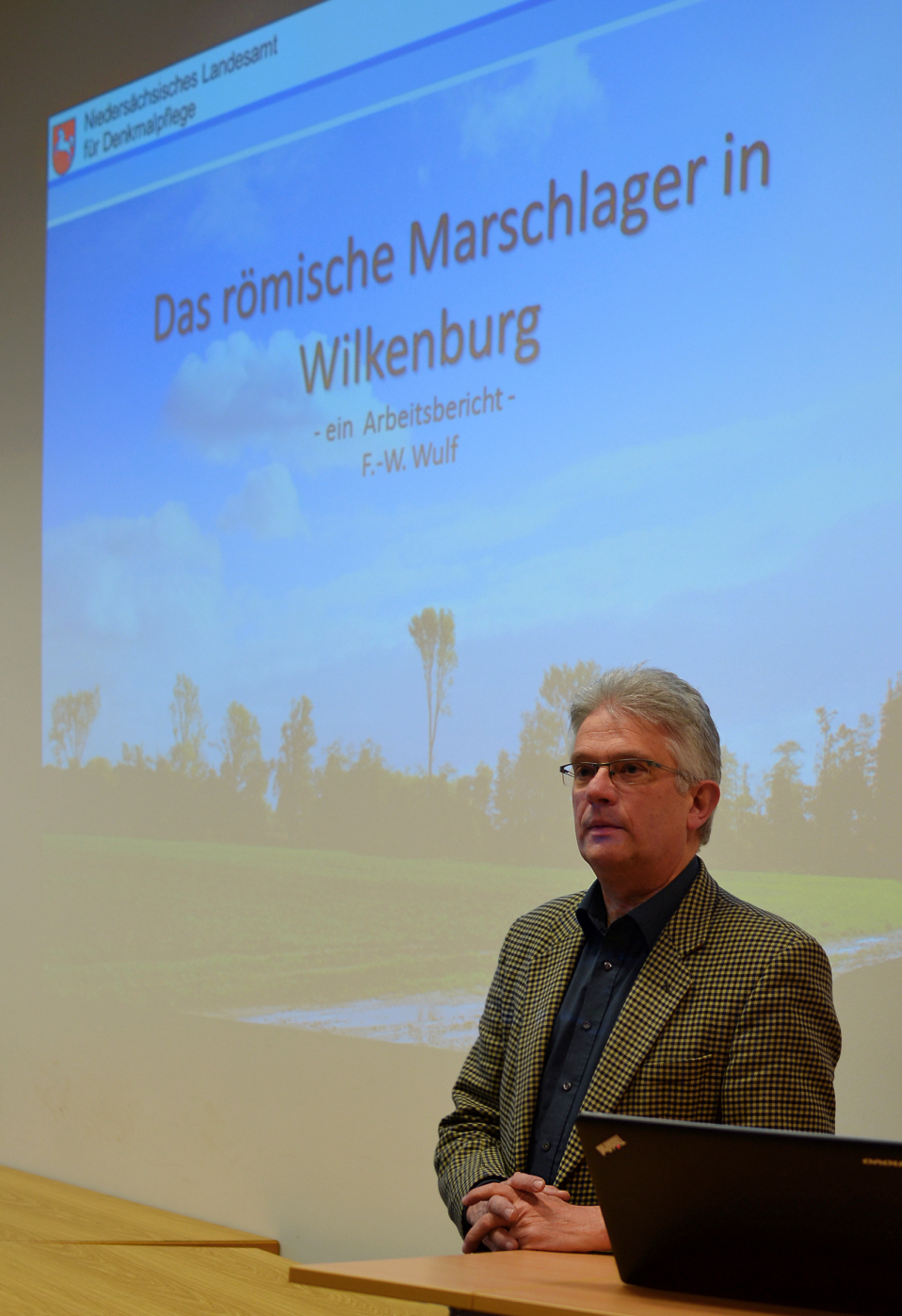
Luftbildarchäologe Heinz-Dieter Freese

Am 8. Juni 2008 entdeckten zwei Mitglieder des archäologischen Vereins Freundeskreis für Archäologie in Niedersachsen (F. A. N.), darunter der ehrenamtliche Luftbildarchäologe Heinz-Dieter Freese, das Erdwerk während eines Luftbildfluges, als sie in einem Getreidefeld auffällige Bewuchsmerkmale wahrnahmen. Innerhalb der Anlage sichteten und fotografierten sie weitere auffällige Stellen, die sie als Grundrisse von Grubenhäusern sowie verschüttete Abfallgruben ansahen. Ihre Entdeckungen werteten sie anfangs als einen befestigten Herrensitz aus der Zeit des Mittelalters, korrigierten aber bald ihre erste Einschätzung zugunsten eines jungsteinzeitlichen Erdwerks.

## Archäologische Untersuchungen
Zu einer ersten kurzen Grabung am Erdwerk kam es im August 2009. Im Jahr 2010 folgte eine geomagnetische Prospektion des Fundgebietes, der sich in den Jahren 2011, 2012 und 2013 weitere Ausgrabungen anschlossen. Sie wurden jeweils von der Abteilung Vor- und Frühgeschichtliche Archäologie der Universität Hamburg als Lehrgrabungen durchgeführt und erfolgten in Zusammenarbeit mit der Kommunalarchäologie der Schaumburger Landschaft sowie dem archäologischen Verein Freundeskreis für Archäologie in Niedersachsen (F. A. N.). Daran nahmen durchschnittlich 20 Personen teil, die sich aus Studenten, Schülern und freiwilligen Helfern aus der Region zusammensetzten.

### Sondage 2009
Die erste archäologische Untersuchung führten Angehörige des archäologischen Vereins F. A. N. an zwei Tagen im August 2009 unter der wissenschaftlichen Leitung des Archäologen Wilhelm Gebers vom Niedersächsischen Landesamt für Denkmalpflege durch. Dabei wurde mit einem kleinen Sondierungsschnitt der äußere Graben des Erdwerks untersucht. Er war bei einer Breite von rund fünf Metern und einer Tiefe von rund 2,2 Metern V-förmig mit runder Grabensohle angelegt. In den tonigen Schichten der Grabenfüllung wurden in rund 1,8 Meter Tiefe neolithische Keramikscherben und das Fragment eines Backtellers aus dieser Zeitstellung gefunden.

### Geomagnetische Prospektion 2010

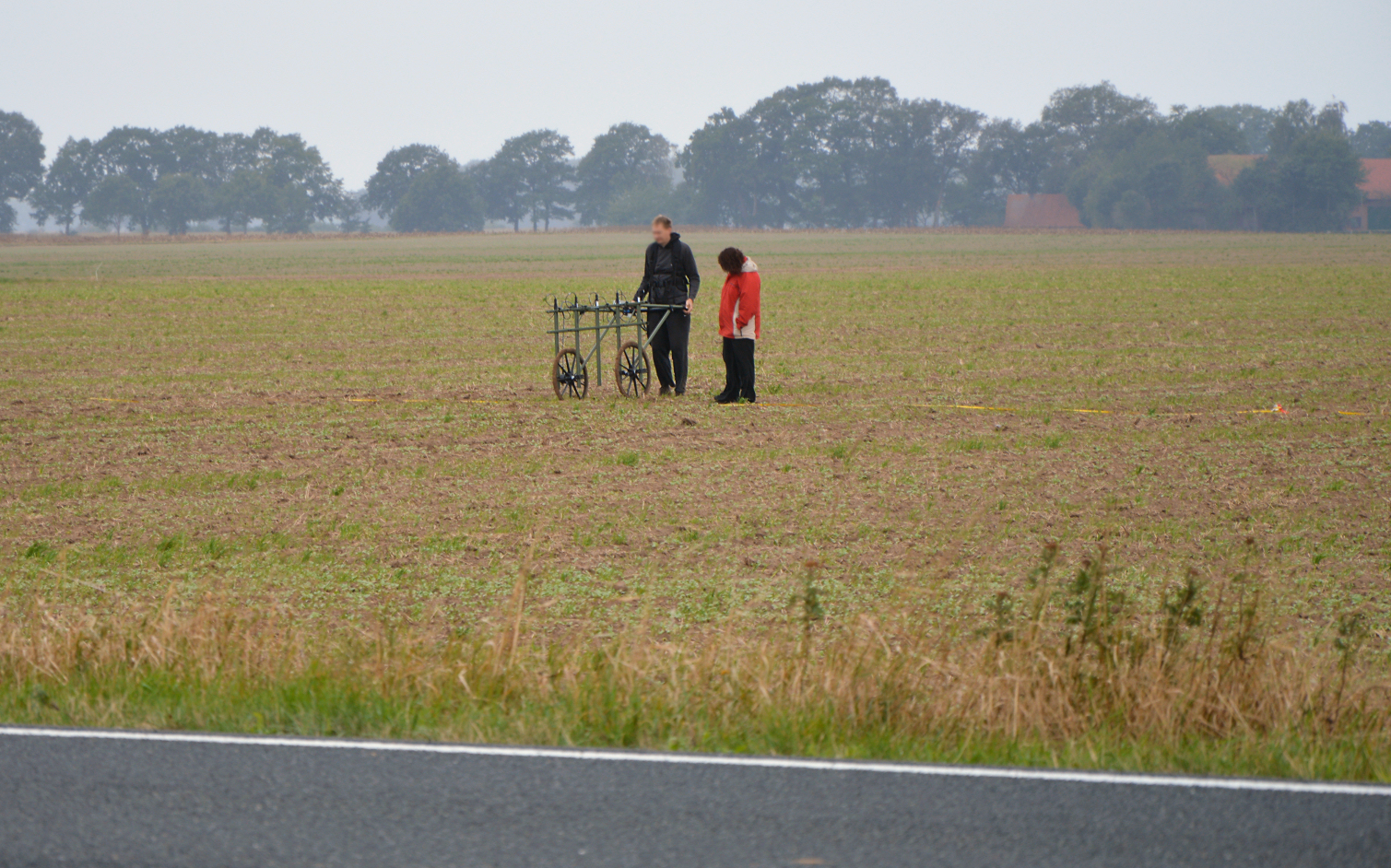
Geomagnetische Bodenprospektion im Bereich des Erdwerks von Müsleringen, 2012

Im August 2010 nahm die Abteilung Vor- und Frühgeschichtliche Archäologie der Universität Hamburg im Fundgebiet erstmals eine Prospektion mit der zerstörungsfreien Methode der Geomagnetik vor. Dabei werden Änderungen des natürlichen Erdmagnetfeldes gemessen, die durch Bodeneingriffe des Menschen, zum Beispiel beim Setzen von Hauspfosten oder beim Ausheben von Gruben sowie Gräben, verursacht werden. Vom Fundgebiet konnte witterungsbedingt nur eine Fläche von rund 2,5 Hektar untersucht werden. Ziel der geomagnetischen Untersuchungen war es, die in den Luftbildern erkannten Strukturen abzugleichen und zu vervollständigen sowie weitere mögliche Fundstellen zu erkennen. Die Messergebnisse bestätigten die Luftbilder und ergaben weitere Befunde, darunter zahlreiche, wahrscheinlich anthropogene Bodenanomalien.

### Lehrgrabung 2011
Im September 2011 fand eine zweiwöchige Lehrgrabung der Universität Hamburg statt, bei der an zwei Stellen der Boden geöffnet wurde. Hierbei nahmen neben Studenten auch freiwillige Helfer, Mitglieder des archäologischen Vereins F. A. N. und Schüler eines Gymnasiums aus Hannover teil.
Die größere Grabungsfläche von 10 × 17 Meter erfasste den rund zwei Meter tiefen Doppelgraben des Erdwerkes im Bereich einer Erdbrücke, so dass vier Grabenköpfe untersucht werden konnten. Dort wurde in einem eher fundarmen Bereich auf der Sohle eines Grabens ein Depot entdeckt, das aus einem Mahlsteinunterleger, dem Bruchstück eines Reibesteins, Resten eines Tontellers, einer Keramikscherbe und verkohltem Getreide bestand. Die Gegenstände werden, vorbehaltlich weiterer Untersuchungen, in das 4. Jahrtausend v. Chr. datiert. Wie auch aus anderen Untersuchungen an neolithischen Erdwerken bekannt ist, wurden häufig im Bereich der Grabenköpfe verschiedene Gegenstände, wie Tongefäße, Stierköpfe oder menschliche Knochen, niedergelegt.
Mit der kleineren Grabungsfläche von 10 × 8 Meter im Inneren der Anlage wurde ein vermutetes Gebäude untersucht. Es stellte sich als eine Grube von sechs Meter Durchmesser dar, in der sich Keramik des 8. bis 10. Jahrhunderts sowie Brandlehm und Tierknochenabfälle fanden.

### Lehrgrabung 2012

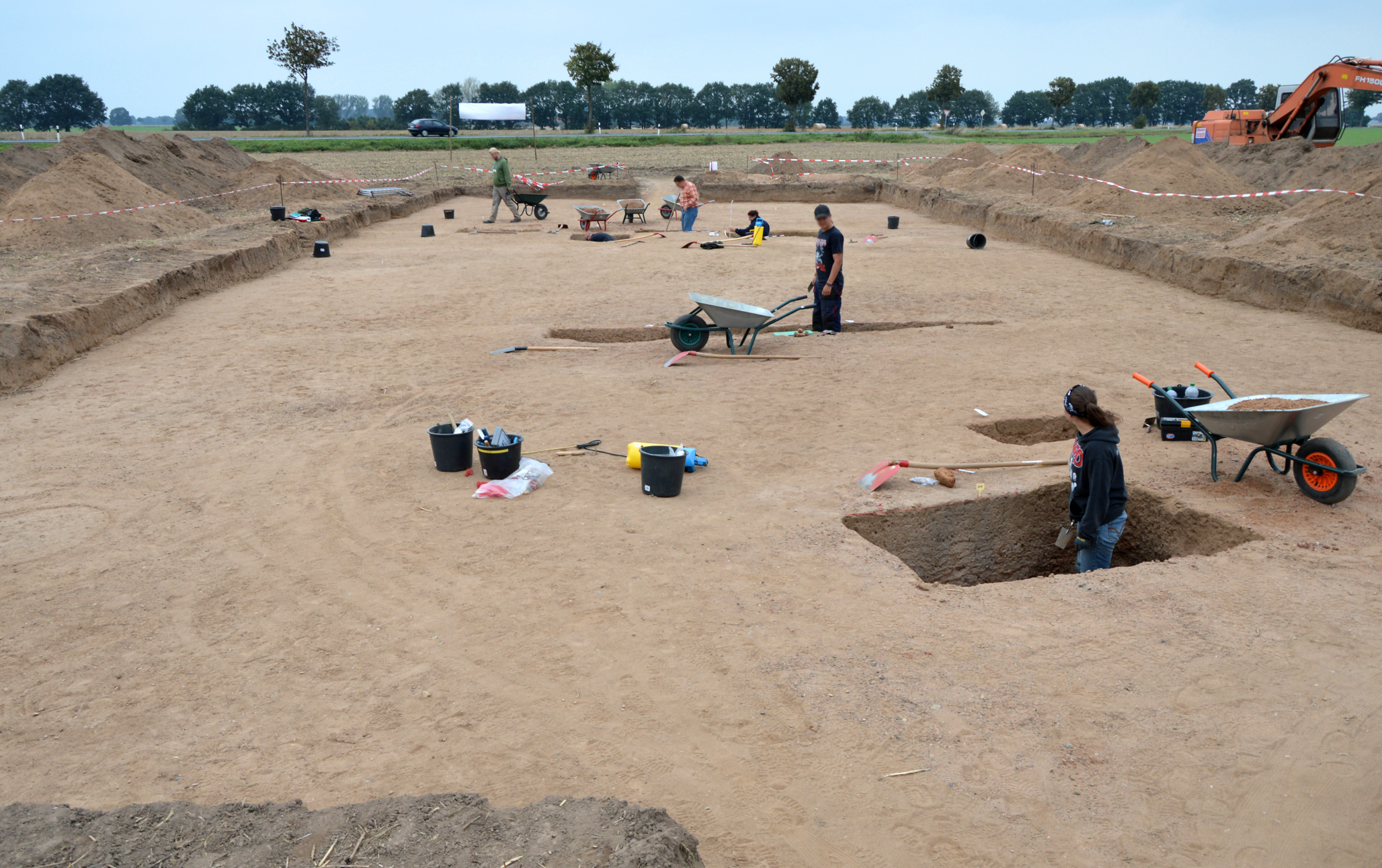
Ausgrabungsfläche, 2012

Die vierwöchige Grabung der Universität Hamburg im September 2012 konzentrierte sich wiederum auf den Doppelgraben des Erdwerkes im Bereich einer Erdbrücke. Die Ausgrabung umfasste eine Fläche von etwa 33 × 13 Meter. Dabei wurden Scherbenstreuungen in den untersuchten Gräbenköpfen des Erdwerks gefunden, was auf Zerscherbung und beabsichtigte Niederlegung schließen lässt. Außerdem wurde bei der Grabungskampagne ein bis dahin unbekanntes Gräberfeld der jüngeren Bronzezeit entdeckt. Dies wurde anhand von zwei Brandgräbern mit Gefäßbeigaben oberhalb der steinzeitlichen Befunde festgemacht.

### Lehrgrabung 2013

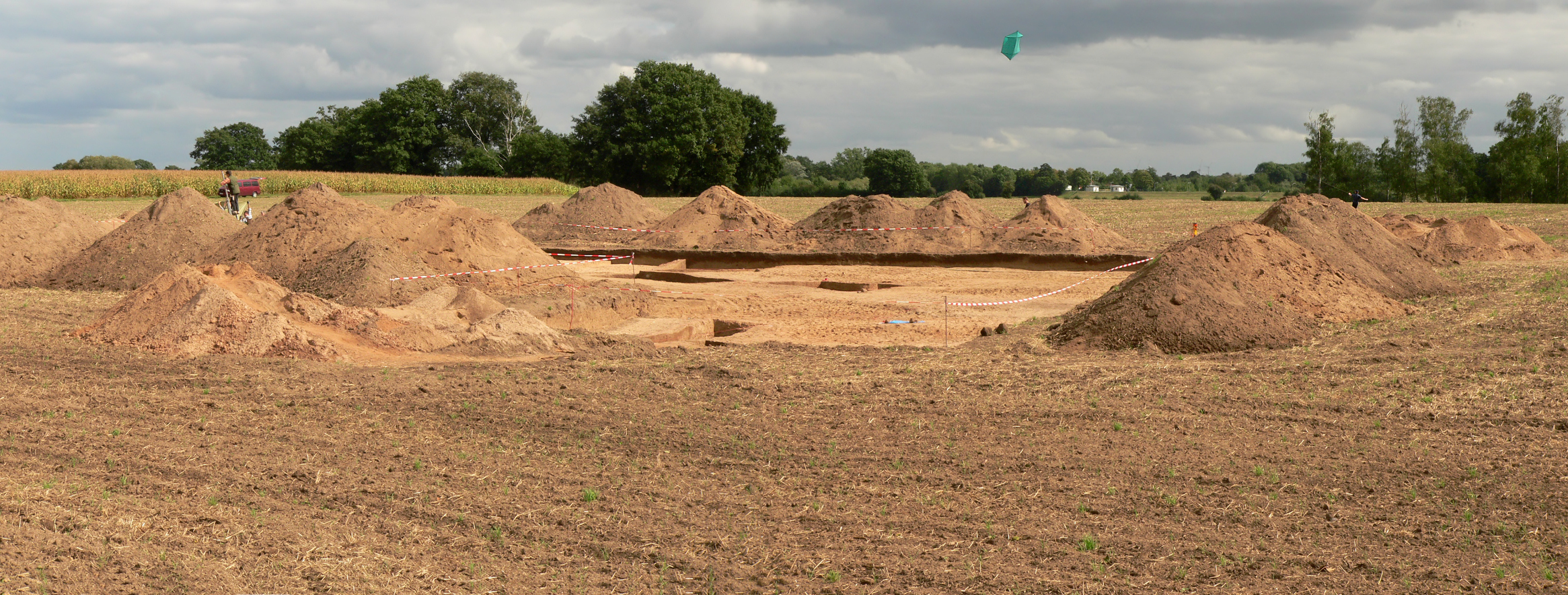
Blick auf das Grabungsgelände von der B 215 aus, 2013

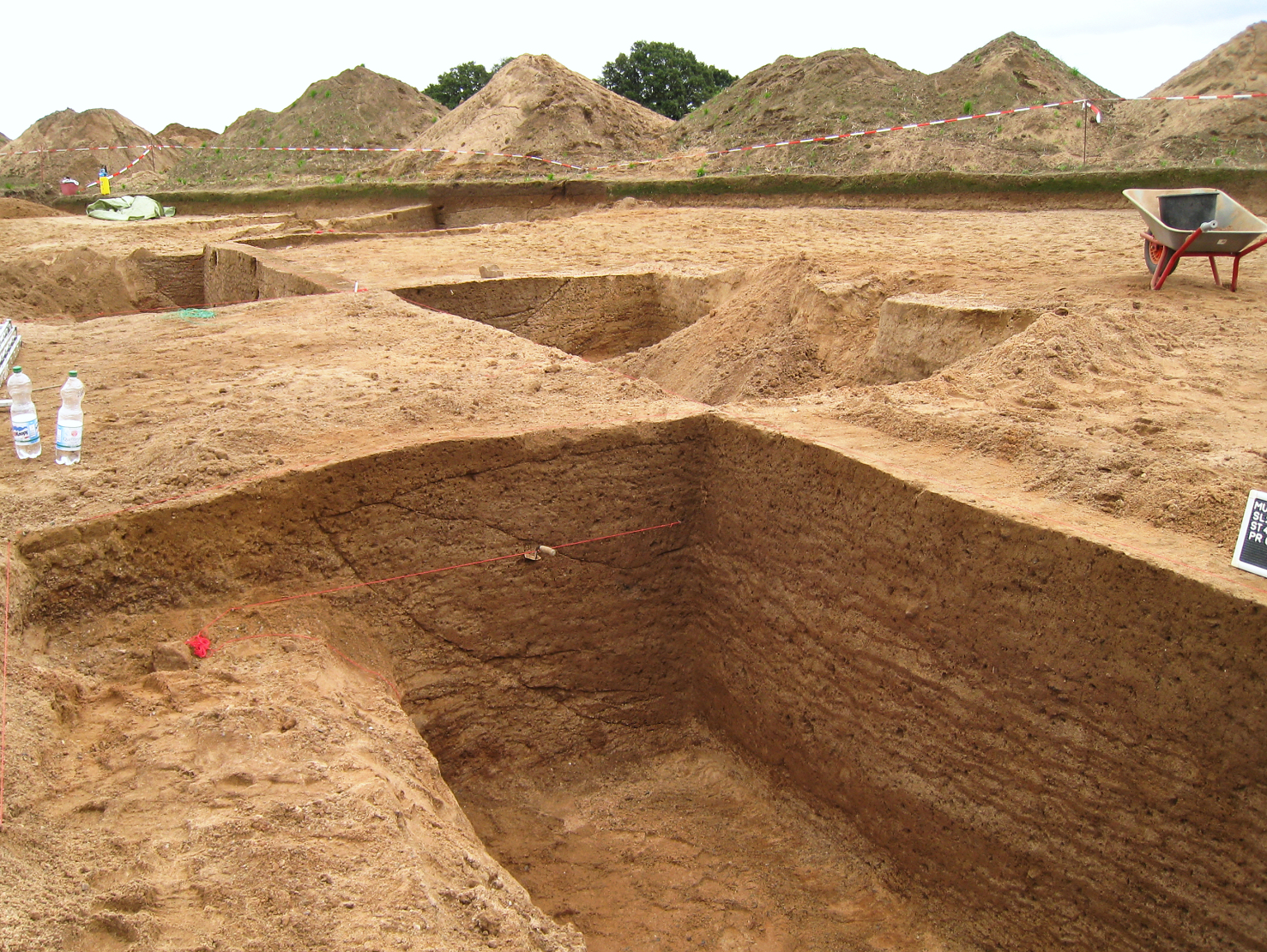
Ausgrabungsstelle mit dem halb angeschnittenen Erdwerksgraben, 2013

Im September 2013 fand eine weitere, knapp vierwöchige Lehrgrabung unter Beteiligung von Studierenden mehrerer Universitäten und freiwilliger Helfer statt. Die Ausgrabung umfasste eine Fläche von etwa 1000 m² bei 40 Meter Länge und 32 beziehungsweise 22 Meter Breite. Sie betrafen bis in drei Meter Tiefe den Außen- wie den Innengraben des Erdwerks durch Grabungsschnitte an verschiedenen Stellen. Dabei wurden vor allem in der Verfüllung des Innengrabens jungsteinzeitliche Keramikscherben gefunden, die dort absichtlich abgelegt worden waren. Es wurden acht Gräber freigelegt und gut erhaltene Urnen gefunden, die vermutlich aus der Bronzezeit sowie der vorrömischen Eisenzeit stammen und nicht mit dem Erdwerk in Zusammenhang stehen.
Die Grabung war Teil von vier archäologischen Projekten unter Leitung verschiedener Universitäten im Jahre 2013 im Landkreis Nienburg, darunter Ausgrabungen auf der Burg Wölpe sowie in der Eisen- und kaiserzeitlichen Siedlung bei Lemke und die Vermessung der Wallburg Alte Schanze in Oyle.

### Ergebnisse
Den geomagnetischen Untersuchungen zufolge stellt sich das Erdwerk als eine Anlage mit einer doppelten Grabenstruktur dar, die halbkreisförmig verläuft und auf rund 200 Meter Länge beobachtbar ist. Es wurden bisher sechs Durchlässe (die endgültige Zahl ist noch unbekannt) festgestellt, die das Grabenwerk in 25 bis 30 Meter lange Grabenabschnitte unterteilen. Die Durchlässe in den parallel verlaufenden Außen- und Innengräben stellen sich als fünf bis sieben Meter breite Erdbrücken dar. Die Außengräben sind tiefer und breiter als die Innengräben ausgeführt. Beim äußeren Graben wurde eine Breite von fünf Metern gemessen, beim inneren Graben eine Breite von drei Metern. Ob sie gleichzeitig angelegt worden sind und wie lange sie offen standen, ist bisher unbekannt. Anhand der Schichtenabfolge in den Gräben ließen sich unterschiedliche Verfüllungsprozesse erkennen. Die Außengräben scheinen sich durch natürliche Sedimentierungsprozesse verfüllt zu haben, während bei den Innengräben eher menschliche Aktivitäten zu ihrem Verschwinden beitrugen. Zur Datierung der Grabenanlage wurden den Gräben im Jahre 2012 umfangreiche Erdproben entnommen. Eine Datierung der darin gefundenen Holzkohle mittels der C14-Methode ergab, dass zwei unterschiedliche Zeitstellungen von 5000 v. Chr. und 4000 v. Chr. vorliegen, die bisher nicht erklärbar sind. Durch archäobotanische Untersuchungen von Pflanzenresten aus den Gräben ließen sich die Vegetationsverhältnisse im Bereich der Fundstelle rekonstruieren. Größere Konzentrationen an Emmer und Einkorn weisen auf Getreideanbau und eine damals waldfreie Gegend hin. Nahe der Grabenanlage deutete sich im Messergebnis der Geomagnetik eine Pfostenreihe an, bei der es sich um die Reste einer Palisadenanlage handeln könnte.

## Interpretation
Der leicht erhöht liegende Fundplatz bei Müsleringen ist in verschiedenen Zeitepochen von Menschen aufgesucht und besiedelt gewesen, was sich anhand der Bodenfunde aus der Steinzeit, der Bronzezeit und dem Frühmittelalter zeigt. Die Maße und Struktur des Erdwerks sowie die darin geborgenen Fundstücke deuten auf eine Anlage aus der Zeit des 4. Jahrtausends v. Chr. Sie liegt im Grenzgebiet zwischen der Trichterbecher- sowie der Michelsberger Kultur und wird einer der beiden Kulturen oder einer Mischform zugerechnet. In seiner steinzeitlichen Nutzungsphase war die Anlage im Innenraum vermutlich unbesiedelt. Die dort erkannten Grubenhäuser entstanden erst Jahrtausende später während der römischen Kaiserzeit oder im Frühmittelalter.
Zum Bestimmungszweck des Erdwerkes gibt es wie bei anderen Anlagen dieser Art nur Vermutungen. Die Deponierung des Unterteils eines Mahlsteins und anderer Gegenstände an einem der Grabenköpfe deutet auf Opferhandlungen hin. Zur Verteidigung bot das Bauwerk Menschen keinen größeren Schutz, da es nur wenig erhöht zur Weserniederung lag und die Bevölkerung sich besser in den umliegenden Moorgebieten hätte verstecken können. Die große Menge an Keramik, die bei den Ausgrabungen im Boden gefunden wurden, zeigt die häufige Anwesenheit von Menschen an diesem Ort an. Die Lage nahe am Fluss lässt darauf schließen, dass er für die hier siedelnden Menschen einen Handelsweg darstellte. Auch verliefen beiderseits des Gewässers Altstraßen in Nord-Süd-Richtung. Das erhöhte Gelände der Niederterrasseninsel, auf dem das Erdwerk lag, könnte als frühere Tausch- und Handelsstation infrage kommen.